# Mario Kempes
Mario Alberto Kempes Chiodi (Bell Ville, 15 luglio 1954) è un ex calciatore, allenatore di calcio e commentatore televisivo argentino, di ruolo attaccante o centrocampista. È stato campione del mondo con la nazionale argentina al mondiale di calcio del 1978.
Soprannominato El Matador, è considerato uno dei migliori attaccanti della storia del calcio. Occupa la 72ª posizione nella speciale classifica dei migliori calciatori del XX secolo pubblicata dalla rivista World Soccer e la 23ª posizione nella classifica dei migliori calciatori sudamericani del XX secolo pubblicata dall'IFFHS nel 2004. Nello stesso anno, Pelé lo ha anche inserito nella FIFA 100, la lista dei 125 migliori calciatori viventi, redatta in occasione del Centenario della FIFA. La FIFA lo ha inoltre piazzato al decimo posto nella classifica dei migliori numeri dieci della storia del calcio.
Raggiunse l'apice della sua carriera nel 1978 dopo la vittoria con la nazionale del Mondiale del 1978, dove vinse il premio di Miglior giocatore del torneo e quello di Calciatore sudamericano dell'anno. Inoltre, sebbene non poté mai entrare nelle graduatorie del Pallone d'oro perché fino al 1994 il premio era riservato ai giocatori europei, nel 2016 la rivista francese France Football, in occasione del 60º anniversario del premio, pubblicò una lista rivisitata dei vincitori nominati prima del 1995 nella quale Kempes viene ritenuto proprio in quell'anno il vincitore dell'edizione.

## Biografia
È nato a Bell Ville, città della Provincia di Córdoba, distante circa 500 km da Buenos Aires. Il padre, carpentiere, in gioventù era stato calciatore dilettante; per questo, quando Mario aveva 9 anni, lo incoraggiò ad avvicinarsi all'attività calcistica.
Ha avuto quattro figli, da due diversi matrimoni: i primi tre (Magali, Arianne e Mario junior) da Maria Vicenta Moll, sposata durante la sua militanza in Spagna nel Valencia, e l'ultima (Natasha) dalla sua seconda moglie Julia, una donna venezuelana.
È di origini tedesche da parte di padre e italiane da parte di madre.

## Caratteristiche tecniche
In attività era una seconda punta mancina, veloce e dal tiro potente; all'occorrenza poteva giocare anche da centravanti. Raggiungeva il suo miglior rendimento quando giocava in coppia con una prima punta forte fisicamente, come Leopoldo Luque nella nazionale argentina.

## Carriera
(Diego Armando Maradona nella sua autobiografia)

### Giocatore

#### Club

##### Gli anni giovanili (1970-1976)
Esordisce sedicenne nel Talleres de Bell Ville con cui vince il campionato della Provincia di Córdoba. Il 10 marzo 1972 viene acquistato dall'Instituto per circa tre milioni di pesos, dopo aver realizzato quattro reti in un provino. Debutta in campionato il 5 ottobre 1973, nella sconfitta interna per 1-0 contro il Newell's Old Boys; quattro giorni più tardi mette a segno il suo primo gol, contro il River Plate. Conclude la sua prima stagione nella massima divisione con 11 reti in 13 partite, terzo miglior marcatore del campionato.
A fine stagione passa al Rosario Central per 130 milioni di pesos. Esordisce con la nuova maglia il 22 febbraio 1974 contro il Gimnasia La Plata, e nella sua prima stagione realizza 25 reti nel Campionato Nacional, laureandosi capocannoniere; grazie a queste prestazioni viene convocato per i Mondiali in Germania Ovest, e si guadagna l'appellativo di El Matador. Si ripete due anni più tardi, quando con 21 reti in 22 partite è capocannoniere del Campionato Metropolitano. Chiude il triennio al Rosario Central con 89 reti in 107 partite, a cui si aggiungono le due marcature decisive negli spareggi per la qualificazione alla Coppa Libertadores, entrambe contro il Newell's Old Boys, disputati nel 1974 e nel 1975, e 8 reti in 16 partite internazionali: con questi numeri risulta essere il miglior marcatore nella storia del Rosario Central nei campionati di Primera División.

##### Il periodo in Spagna (1976-1985)
Nel 1976 passa al Valencia, per una cifra tra i 500 000 e i 600 000 dollari; allenatore dei valenciani era allora Alfredo Di Stéfano, che aveva notato Kempes nel campionato argentino e che ne aveva voluto l'acquisto. Dopo un periodo di adattamento al calcio europeo, con il club spagnolo vince la Coppa delle Coppe 1979-1980 ai calci di rigore contro l'Arsenal; è capocannoniere della competizione con 9 reti, pur fallendo il primo dei calci di rigore della serie in finale. Con il Valencia conquista anche la Supercoppa UEFA 1980, oltre a una Coppa di Spagna nel 1979. A livello individuale è stato per due volte consecutive capocannoniere della Liga, nel 1976-1977 (24 gol) e nel 1977-1978 (28 gol) e in entrambe le occasioni venne premiato con il Trofeo Pichichi.
Nel 1981, dopo una complicata trattativa, torna per un anno e mezzo in Argentina, nel River Plate: anche in questo caso la trattativa viene caldeggiata da Di Stéfano al fine di poter contrastare il Boca Juniors di Diego Armando Maradona. Con la formazione platense vince il campionato Nacional 1981, prima di rientrare al Valencia, a causa dei problemi economici del River. Rimane al Valencia fino al termine del campionato 1983-1984, concluso dai valenziani a centro classifica, disputando due stagioni condizionate da un serio infortunio.
Ormai trentenne, nel 1984 passa all'Hércules, formazione di Alicante neopromossa nella massima divisione, e vi rimane per due stagioni: nella prima, conclusa con la salvezza del club, mette a segno un solo gol, peraltro decisivo, nella vittoria ottenuta sul campo del Real Madrid; l'anno successivo, invece, mette a segno 9 reti, che tuttavia, non evitano la retrocessione del club in Segunda División.

##### Il finale di carriera (1985-1996)
Nel 1986 lascia definitivamente la Spagna, per trasferirsi nella massima serie del campionato austriaco dove gioca con la maglia del First Vienna; l'anno successivo scende in seconda divisione, con il St. Pölten, che conduce alla promozione realizzando 10 reti in 32 partite. Conclude l'esperienza in Austria nella stagione 1991-1992, con il Kremser.
Nell'aprile 1993 dà una prima volta l'addio al calcio giocato, nel corso di un'amichevole disputata tra il Valencia e il PSV Eindhoven. Due anni dopo, nel 1995, torna a giocare, prima in un'amichevole organizzata dal Rosario Central contro il Newell's Old Boys in suo onore (partita terminata in anticipo a causa di incidenti), e poi con la formazione cilena del Fernández Vial, nella seconda divisione cilena. Conclude la carriera a 42 anni in Indonesia, nelle file del Pelita Jaya, come allenatore-giocatore.

#### Nazionale

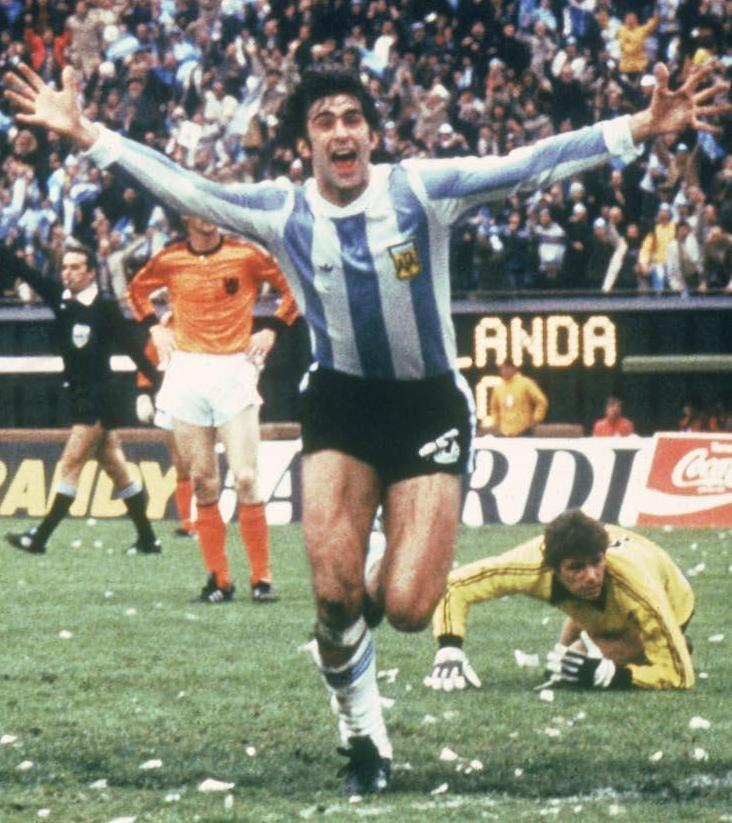
Kempes, con la maglia dell'Argentina, esulta dopo la sua rete ai Paesi Bassi nella finale dei vittoriosi Mondiali 1978.

Esordisce con la maglia della nazionale Under-18 argentina nel corso del torneo giovanile di Cannes, il 19 aprile 1972, nella vittoria per 3-1 sui pari età del Portogallo, realizzando uno dei gol della sua squadra. Conclude la manifestazione con tre reti in tre partite disputate.
Il 23 settembre 1973 debutta, diciannovenne, nella nazionale maggiore, convocato dal commissario tecnico Omar Sívori per la partita di qualificazione ai mondiale del 1974 giocata a La Paz contro la Bolivia. In quell'occasione erano stati chiamati diversi giocatori sconosciuti al grande pubblico, e perciò la Nazionale argentina era stata chiamata squadra fantasma.
Rimasto nel giro della Selección, viene convocato per il successivo mondiale, nei quali l'Argentina viene eliminata nella seconda fase a gruppi; Kempes, pur regolarmente schierato in campo, non realizza neppure un gol. Quattro anni dopo, ai Mondiali disputati in patria, gioca come ala sinistra, in un attacco con Daniel Bertoni ala destra e Leopoldo Luque centravanti. Inizialmente il suo rendimento è stato poco soddisfacente: nel girone eliminatorio non realizza reti. A partire dalla seconda fase a gruppi Kempes si sblocca, in coincidenza con il taglio dei baffi voluto dal commissario tecnico César Luis Menotti: realizza una doppietta contro la Polonia, una contro il Perù e una nella finale vinta contro i Paesi Bassi. Con sei reti realizzate è stato il capocannoniere della manifestazione; ha inoltre vinto il premio come miglior giocatore del mondiale.
Al termine della cerimonia di premiazione, Kempes è stato l'unico giocatore a non salutare il generale Jorge Rafael Videla. Lo stesso giocatore, a distanza di alcuni anni, ha negato che il gesto avesse valenza politica, giustificandolo con la confusione in campo.
Al mondiale del 1982 lascia la maglia numero 10 a Diego Armando Maradona, su sua esplicita richiesta. In Spagna Kempes non ripete le prestazioni della manifestazione precedente: nelle cinque partite disputate dalla sua nazionale non realizza reti, penalizzato da condizioni fisiche precarie e da una diversa collocazione tattica, che lo vede giocare da centrocampista esterno. Al termine della competizione lascia definitivamente l'Albiceleste, con un bilancio di 43 partite e 20 reti.

### Allenatore e commentatore televisivo
Dopo gli inizi, come assistente di Héctor Núñez al Valencia e come allenatore-giocatore in Indonesia, nel dicembre 1996 va ad allenare in Albania, sedendosi sulla panchina del Lushnja. L'esperienza dura due mesi, fino al febbraio successivo, quando la crisi economica che colpisce l'Albania coinvolge il presidente del Lushnja Xhaferri e Kempes lascia, pertanto, il paese balcanico.
Negli anni successivi allena formazioni venezuelane (Mineros) e boliviane (The Strongest e Independiente Petrolero). Lasciata la Bolivia per i problemi economici dell'Independiente, approda in Italia: nell'estate 2001 è stato in predicato di diventare l'allenatore del Fiorenzuola, in Serie C2. L'imprenditore milanese Alessandro Aleotti, che era in trattative per l'acquisto del club, aveva scelto l'ex bomber argentino come allenatore, accompagnato da un gruppo di giovani giocatori sudamericani che avrebbero rappresentato l'ossatura della nuova squadra, ma la trattativa salta e il progetto fallisce. A questa vicenda è ispirato il film Sogni di cuoio del 2004.
Nel dicembre 2001 diventa allenatore del Casarano, squadra salentina, rimanendo in carica un mese prima di abbandonare la società e passare ad allenare il San Fernando, club spagnolo militante in Segunda División B. Finita l'esperienza al San Fernando, decide di abbandonare l'attività di allenatore.
Da settembre 2004 lavora come commentatore per ESPN Latinoamérica, un canale dell'emittente televisiva statunitense ESPN.

## Riconoscimenti
Il 21 ottobre 2010 gli è stato intitolato lo stadio di Córdoba, che era stato inaugurato il 16 maggio 1978 con un'amichevole di una selezione locale contro la Nazionale, nella quale era andato a segno lo stesso Kempes.

## Statistiche

### Presenze e reti nei club
| Stagione               | Squadra                | Campionato             | Campionato | Campionato | Coppe nazionali | Coppe nazionali | Coppe nazionali | Coppe continentali | Coppe continentali | Coppe continentali | Altre coppe | Altre coppe | Altre coppe | Totale | Totale |
| Stagione               | Squadra                | Comp                   | Pres       | Reti       | Comp            | Pres            | Reti            | Comp               | Pres               | Reti               | Comp        | Pres        | Reti        | Pres   | Reti   |
| ---------------------- | ---------------------- | ---------------------- | ---------- | ---------- | --------------- | --------------- | --------------- | ------------------ | ------------------ | ------------------ | ----------- | ----------- | ----------- | ------ | ------ |
| 1973                   | Instituto (C)          | N                      | 13         | 11         | -               | -               | -               | -                  | -                  | -                  | -           | -           | -           | 13     | 11     |
| 1974                   | Rosario Central        | M+N                    | 9+27       | 4+26       | -               | -               | -               | CL                 | 7                  | 3                  | -           | -           | -           | 43     | 33     |
| 1975                   | Rosario Central        | M+N                    | 28+21      | 25+13      | -               | -               | -               | CL                 | 9                  | 5                  | -           | -           | -           | 58     | 43     |
| 1976                   | Rosario Central        | M                      | 22         | 21         | -               | -               | -               | -                  | -                  | -                  | -           | -           | -           | 22     | 21     |
| Totale Rosario Central | Totale Rosario Central | Totale Rosario Central | 107        | 89         |                 | -               | -               |                    | 16                 | 8                  |             | -           | -           | 123    | 97     |
| 1976-1977              | Valencia               | PD                     | 34         | 24         | CR              | 0               | 0               | -                  | -                  | -                  | -           | -           | -           | 34     | 24     |
| 1977-1978              | Valencia               | PD                     | 34         | 28         | CR              | 12              | 11              | -                  | -                  | -                  | -           | -           | -           | 46     | 39     |
| 1978-1979              | Valencia               | PD                     | 30         | 12         | CR              | 10              | 3               | CU                 | 6                  | 3                  | -           | -           | -           | 46     | 18     |
| 1979-1980              | Valencia               | PD                     | 32         | 22         | CR              | 2               | 2               | CdC                | 9                  | 9                  | -           | -           | -           | 43     | 33     |
| 1980-1981              | Valencia               | PD                     | 11         | 9          | CR              | 1               | 0               | CdC                | 4                  | 2                  | SU          | 1           | 0           | 17     | 11     |
| 1981                   | River Plate            | M+N                    | 15+14      | 9+6        | -               | -               | -               | CL                 | 4                  | 1                  | -           | -           | -           | 33     | 16     |
| 1982                   | River Plate            | N                      | 0          | 0          | -               | -               | -               | CL                 | 0                  | 0                  | -           | -           | -           | 0      | 0      |
| Totale River Plate     | Totale River Plate     | Totale River Plate     | 29         | 15         |                 | -               | -               |                    | 4                  | 1                  |             | -           | -           | 33     | 16     |
| 1982-1983              | Valencia               | PD                     | 27         | 13         | CR              | 1               | 0               | CU                 | 8                  | 0                  | CdL         | 2           | 0           | 38     | 13     |
| 1983-1984              | Valencia               | PD                     | 15         | 8          | CR              | 4               | 3               | -                  | -                  | -                  | CdL         | 2           | 0           | 21     | 11     |
| Totale Valencia        | Totale Valencia        | Totale Valencia        | 183        | 116        |                 | 30              | 19              |                    | 27                 | 14                 |             | 5           | 0           | 245    | 149    |
| 1984-1985              | Hércules               | PD                     | 17         | 1          | CR              | 2               | 0               | -                  | -                  | -                  | CdL         | 0           | 0           | 19     | 1      |
| 1985-1986              | Hércules               | PD                     | 21         | 9          | CR              | 2               | 1               | -                  | -                  | -                  | CdL         | 0           | 0           | 23     | 10     |
| Totale Hércules        | Totale Hércules        | Totale Hércules        | 38         | 10         |                 | 4               | 1               |                    | -                  | -                  |             | 0           | 0           | 42     | 11     |
| 1986-1987              | First Vienna           | 1.D                    | 20         | 7          | CA              | 5               | 2               | -                  | -                  | -                  | -           | -           | -           | 25     | 9      |
| 1987-1988              | St. Pölten             | 2.D                    | 32         | 10         | CA              | 3               | 0               | -                  | -                  | -                  | -           | -           | -           | 35     | 10     |
| 1988-1989              | St. Pölten             | 1.D                    | 29         | 9          | CA              | 2               | 1               | -                  | -                  | -                  | -           | -           | -           | 31     | 10     |
| 1989-1990              | St. Pölten             | 1.D                    | 35         | 15         | CA              | 3               | 1               | -                  | -                  | -                  | -           | -           | -           | 38     | 16     |
| Totale St. Pölten      | Totale St. Pölten      | Totale St. Pölten      | 96         | 34         |                 | 8               | 2               |                    | -                  | -                  |             | -           | -           | 104    | 36     |
| 1990-1991              | Kremser SC             | 1.D                    | 21         | 5          | CA              | 1               | 0               | -                  | -                  | -                  | -           | -           | -           | 22     | 5      |
| 1991-1992              | Kremser SC             | 1.D                    | 18         | 2          | CA              | 1+              | 0               | -                  | -                  | -                  | -           | -           | -           | 19+    | 2      |
| Totale Kremser         | Totale Kremser         | Totale Kremser         | 39         | 7          |                 | 2+              | 0               |                    | -                  | -                  |             | -           | -           | 41+    | 7      |
| 1995                   | Fernández Vial         | SD                     | 11         | 5          | CCh             | 0               | 0               | -                  | -                  | -                  | -           | -           | -           | 11     | 5      |
| 1995-1996              | Pelita Jaya            | PDI                    | 15         | 10         | -               | -               | -               | -                  | -                  | -                  | -           | -           | -           | 15     | 10     |
| Totale carriera        | Totale carriera        | Totale carriera        | 551        | 304        |                 | 49+             | 24              |                    | 47                 | 23                 |             | 5           | 0           | 652+   | 351    |

### Cronologia presenze e reti in nazionale
| Cronologia completa delle presenze e delle reti in nazionale ― Argentina | Cronologia completa delle presenze e delle reti in nazionale ― Argentina | Cronologia completa delle presenze e delle reti in nazionale ― Argentina | Cronologia completa delle presenze e delle reti in nazionale ― Argentina | Cronologia completa delle presenze e delle reti in nazionale ― Argentina | Cronologia completa delle presenze e delle reti in nazionale ― Argentina | Cronologia completa delle presenze e delle reti in nazionale ― Argentina | Cronologia completa delle presenze e delle reti in nazionale ― Argentina |
| Data                                                                     | Città                                                                    | In casa                                                                  | Risultato                                                                | Ospiti                                                                   | Competizione                                                             | Reti                                                                     | Note                                                                     |
| ------------------------------------------------------------------------ | ------------------------------------------------------------------------ | ------------------------------------------------------------------------ | ------------------------------------------------------------------------ | ------------------------------------------------------------------------ | ------------------------------------------------------------------------ | ------------------------------------------------------------------------ | ------------------------------------------------------------------------ |
| 23-9-1973                                                                | La Paz                                                                   | Bolivia                                                                  | 0 – 1                                                                    | Argentina                                                                | Qual. Mondiali 1974                                                      | -                                                                        | 64’                                                                      |
| 22-4-1974                                                                | Buenos Aires                                                             | Argentina                                                                | 2 – 1                                                                    | Romania                                                                  | Amichevole                                                               | 1                                                                        |                                                                          |
| 18-5-1974                                                                | Parigi                                                                   | Francia                                                                  | 0 – 1                                                                    | Argentina                                                                | Amichevole                                                               | 1                                                                        |                                                                          |
| 22-5-1974                                                                | Londra                                                                   | Inghilterra                                                              | 2 – 2                                                                    | Argentina                                                                | Amichevole                                                               | 2                                                                        |                                                                          |
| 26-5-1974                                                                | Amsterdam                                                                | Paesi Bassi                                                              | 4 – 1                                                                    | Argentina                                                                | Amichevole                                                               | -                                                                        | 44’                                                                      |
| 15-6-1974                                                                | Stoccarda                                                                | Polonia                                                                  | 3 – 2                                                                    | Argentina                                                                | Mondiali 1974 - 1º turno                                                 | -                                                                        |                                                                          |
| 19-6-1974                                                                | Stoccarda                                                                | Argentina                                                                | 1 – 1                                                                    | Italia                                                                   | Mondiali 1974 - 1º turno                                                 | -                                                                        |                                                                          |
| 23-6-1974                                                                | Monaco                                                                   | Argentina                                                                | 4 – 1                                                                    | Haiti                                                                    | Mondiali 1974 - 1º turno                                                 | -                                                                        | 52’                                                                      |
| 26-6-1974                                                                | Gelsenkirchen                                                            | Paesi Bassi                                                              | 4 – 0                                                                    | Argentina                                                                | Mondiali 1974 - 2º turno                                                 | -                                                                        | 46’                                                                      |
| 30-6-1974                                                                | Hannover                                                                 | Argentina                                                                | 1 – 2                                                                    | Brasile                                                                  | Mondiali 1974 - 2º turno                                                 | -                                                                        | 46’                                                                      |
| 3-7-1974                                                                 | Gelsenkirchen                                                            | Argentina                                                                | 1 – 1                                                                    | Germania Est                                                             | Mondiali 1974 - 2º turno                                                 | -                                                                        |                                                                          |
| 3-8-1975                                                                 | Caracas                                                                  | Venezuela                                                                | 1 – 5                                                                    | Argentina                                                                | Coppa America 1975 - 1º turno                                            | 1                                                                        | 56’                                                                      |
| 6-8-1975                                                                 | Belo Horizonte                                                           | Brasile                                                                  | 2 – 1                                                                    | Argentina                                                                | Coppa America 1975 - 1º turno                                            | -                                                                        |                                                                          |
| 10-8-1975                                                                | Rosario                                                                  | Argentina                                                                | 11 – 0                                                                   | Venezuela                                                                | Coppa America 1975 - 1º turno                                            | 2                                                                        |                                                                          |
| 16-8-1975                                                                | Rosario                                                                  | Argentina                                                                | 0 – 1                                                                    | Brasile                                                                  | Coppa America 1975 - 1º turno                                            | -                                                                        |                                                                          |
| 26-2-1976                                                                | Asunción                                                                 | Paraguay                                                                 | 2 – 3                                                                    | Argentina                                                                | Coppa dell'Atlantico 1976                                                | -                                                                        |                                                                          |
| 27-2-1976                                                                | Buenos Aires                                                             | Argentina                                                                | 1 – 2                                                                    | Brasile                                                                  | Coppa dell'Atlantico 1976                                                | 1                                                                        |                                                                          |
| 20-3-1976                                                                | Kiev                                                                     | Unione Sovietica                                                         | 0 – 1                                                                    | Argentina                                                                | Amichevole                                                               | 1                                                                        | 68’                                                                      |
| 24-3-1976                                                                | Chorzów                                                                  | Polonia                                                                  | 1 – 2                                                                    | Argentina                                                                | Amichevole                                                               | -                                                                        |                                                                          |
| 27-3-1976                                                                | Budapest                                                                 | Ungheria                                                                 | 2 – 0                                                                    | Argentina                                                                | Amichevole                                                               | -                                                                        |                                                                          |
| 8-4-1976                                                                 | Buenos Aires                                                             | Argentina                                                                | 4 – 1                                                                    | Uruguay                                                                  | Coppa dell'Atlantico 1976                                                | 2                                                                        |                                                                          |
| 28-4-1976                                                                | Buenos Aires                                                             | Argentina                                                                | 2 – 2                                                                    | Paraguay                                                                 | Coppa dell'Atlantico 1976                                                | 2                                                                        | 68’                                                                      |
| 19-5-1976                                                                | Rio de Janeiro                                                           | Brasile                                                                  | 2 – 0                                                                    | Argentina                                                                | Coppa dell'Atlantico 1976                                                | -                                                                        |                                                                          |
| 9-6-1976                                                                 | Montevideo                                                               | Uruguay                                                                  | 0 – 3                                                                    | Argentina                                                                | Coppa dell'Atlantico 1976                                                | 1                                                                        |                                                                          |
| 2-6-1978                                                                 | Buenos Aires                                                             | Argentina                                                                | 2 – 1                                                                    | Ungheria                                                                 | Mondiali 1978 - 1º turno                                                 | -                                                                        |                                                                          |
| 6-6-1978                                                                 | Buenos Aires                                                             | Argentina                                                                | 2 – 1                                                                    | Francia                                                                  | Mondiali 1978 - 1º turno                                                 | -                                                                        |                                                                          |
| 10-6-1978                                                                | Buenos Aires                                                             | Italia                                                                   | 1 – 0                                                                    | Argentina                                                                | Mondiali 1978 - 1º turno                                                 | -                                                                        |                                                                          |
| 14-6-1978                                                                | Rosario                                                                  | Argentina                                                                | 2 – 0                                                                    | Polonia                                                                  | Mondiali 1978 - 2º turno                                                 | 2                                                                        |                                                                          |
| 18-6-1978                                                                | Rosario                                                                  | Argentina                                                                | 0 – 0                                                                    | Brasile                                                                  | Mondiali 1978 - 2º turno                                                 | -                                                                        |                                                                          |
| 21-6-1978                                                                | Rosario                                                                  | Argentina                                                                | 6 – 0                                                                    | Perù                                                                     | Mondiali 1978 - 2º turno                                                 | 2                                                                        |                                                                          |
| 25-6-1978                                                                | Buenos Aires                                                             | Argentina                                                                | 3 – 1 dts                                                                | Paesi Bassi                                                              | Mondiali 1978 - Finale                                                   | 2                                                                        |                                                                          |
| 1-1-1981                                                                 | Montevideo                                                               | Argentina                                                                | 2 – 1                                                                    | Germania Ovest                                                           | Mundialito                                                               | -                                                                        | 42’                                                                      |
| 28-10-1981                                                               | Buenos Aires                                                             | Argentina                                                                | 1 – 2                                                                    | Polonia                                                                  | Amichevole                                                               | -                                                                        |                                                                          |
| 11-11-1981                                                               | Buenos Aires                                                             | Argentina                                                                | 1 – 1                                                                    | Cecoslovacchia                                                           | Amichevole                                                               | -                                                                        |                                                                          |
| 24-3-1982                                                                | Buenos Aires                                                             | Argentina                                                                | 1 – 1                                                                    | Germania Ovest                                                           | Amichevole                                                               | -                                                                        | 78’                                                                      |
| 14-4-1982                                                                | Buenos Aires                                                             | Argentina                                                                | 1 – 1                                                                    | Unione Sovietica                                                         | Amichevole                                                               | -                                                                        |                                                                          |
| 5-5-1982                                                                 | Buenos Aires                                                             | Argentina                                                                | 2 – 1                                                                    | Bulgaria                                                                 | Amichevole                                                               | -                                                                        | 48’                                                                      |
| 12-5-1982                                                                | Rosario                                                                  | Argentina                                                                | 1 – 0                                                                    | Romania                                                                  | Amichevole                                                               | -                                                                        | 46’                                                                      |
| 13-6-1982                                                                | Barcellona                                                               | Argentina                                                                | 0 – 1                                                                    | Belgio                                                                   | Mondiali 1982 - 1º turno                                                 | -                                                                        |                                                                          |
| 18-6-1982                                                                | Alicante                                                                 | Argentina                                                                | 4 – 1                                                                    | Ungheria                                                                 | Mondiali 1982 - 1º turno                                                 | -                                                                        |                                                                          |
| 23-6-1982                                                                | Alicante                                                                 | Argentina                                                                | 2 – 0                                                                    | El Salvador                                                              | Mondiali 1982 - 1º turno                                                 | -                                                                        |                                                                          |
| 29-6-1982                                                                | Barcellona                                                               | Italia                                                                   | 2 – 1                                                                    | Argentina                                                                | Mondiali 1982 - 2º turno                                                 | -                                                                        | 58’                                                                      |
| 2-7-1982                                                                 | Barcellona                                                               | Argentina                                                                | 1 – 3                                                                    | Brasile                                                                  | Mondiali 1982 - 2º turno                                                 | -                                                                        | 46’                                                                      |
| Totale                                                                   |                                                                          | Presenze                                                                 | 43                                                                       |                                                                          | Reti                                                                     | 20                                                                       |                                                                          |

| Cronologia completa delle presenze e delle reti in nazionale ― Sud America | Cronologia completa delle presenze e delle reti in nazionale ― Sud America | Cronologia completa delle presenze e delle reti in nazionale ― Sud America | Cronologia completa delle presenze e delle reti in nazionale ― Sud America | Cronologia completa delle presenze e delle reti in nazionale ― Sud America | Cronologia completa delle presenze e delle reti in nazionale ― Sud America | Cronologia completa delle presenze e delle reti in nazionale ― Sud America | Cronologia completa delle presenze e delle reti in nazionale ― Sud America |
| Data                                                                       | Città                                                                      | In casa                                                                    | Risultato                                                                  | Ospiti                                                                     | Competizione                                                               | Reti                                                                       | Note                                                                       |
| -------------------------------------------------------------------------- | -------------------------------------------------------------------------- | -------------------------------------------------------------------------- | -------------------------------------------------------------------------- | -------------------------------------------------------------------------- | -------------------------------------------------------------------------- | -------------------------------------------------------------------------- | -------------------------------------------------------------------------- |
| 13-9-1989                                                                  | Tokyo                                                                      | Europa                                                                     | 1 – 3                                                                      | Sud America                                                                | Amichevole                                                                 | 1                                                                          | 51’                                                                        |
| Totale                                                                     |                                                                            | Presenze                                                                   | 1                                                                          |                                                                            | Reti                                                                       | 1                                                                          |                                                                            |

## Palmarès

### Giocatore

#### Club

##### Competizioni nazionali
- Coppa di Spagna: 1

Valencia: 1978-1979
- Campionato argentino: 1

River Plate: 1981 Nacional
- 2. Division austriaca: 1

St.Polten: 1987-1988

##### Competizioni internazionali
- Coppa delle Coppe: 1

Valencia: 1979-1980
- Supercoppa UEFA: 1

Valencia: 1980

#### Nazionale
- Campionato mondiale: 1

1978

#### Individuale
- Capocannoniere del campionato argentino: 2

1974 Nacional (25 gol), 1976 Metropolitano (21 gol)
- Pichichi della Liga: 2

1976-1977 (24 gol), 1977-1978 (28 gol)
- Capocannoniere della Coppa del Re: 1

1977-1978 (11 gol)
- Capocannoniere della Coppa delle Coppe: 1

1979-1980 (9 gol)
- Capocannoniere del Mondiale: 1

1978 (6 gol)
- Miglior giocatore del Mondiale: 1

1978
- Calciatore sudamericano dell'anno: 1

1978
- Calciatore argentino dell'anno: 1

1978
- Inserito nelle "Leggende del Calcio" del Golden Foot (2007)